# Intel Fellow
Intel Fellow («Заслуженный исследователь Intel») — звание, которое корпорация Intel присваивает сотрудникам, внёсшим наибольший вклад в процветание компании. Программа Fellow началась в 1980-х (с присвоения звания Теду Хоффу) и на настоящий момент имеет две ступени: Fellow и Senior Fellow. По состоянию на 2004 год, только 41 сотрудник корпорации получил звание Intel Fellow; к июню 2019 года насчитывается 94 Fellow и 21 Senior Fellow. Первым в Европе звание Fellow получил Борис Бабаян — директор по архитектуре подразделения программных решений Intel Architecture Group.